# (2125) Karl-Ontjes
(2125) Karl-Ontjes ist ein Asteroid des Hauptgürtels, der am 24. September 1960 vom niederländischen Forscherteam Cornelis Johannes van Houten, Ingrid van Houten-Groeneveld und Tom Gehrels im Rahmen des Palomar-Leiden-Surveys entdeckt wurde.
Der Name des Asteroiden erinnert an den Frankfurter Kernphysiker Karl-Ontjes Groeneveld, der ein Bruder von Ingrid van Houten-Groeneveld ist.